# Monte dei Porri
Le Monte dei Porri est un stratovolcan éteint situé dans l'Ouest de l'île de Salina, l'une des îles Éoliennes, au nord de la Sicile.
D'une altitude de 860 mètres, il est séparé du Monte Fossa delle Felci – un autre volcan et le point culminant de l'archipel avec 962 mètres – par une dépression où se trouvent la localité de Valdichiesa (commune de Leni) et le sanctuaire historique de la Madonna del Terzito, un important lieu de pèlerinage.
Tous deux font partie de la réserve naturelle Le Montagne delle Felci e dei Porri.